# کالیکو
کالیکو (به انگلیسی: Calico) یک شرکت مستقل در زمینه تحقیق و توسعه زیست‌فناوری است که در سال ۲۰۱۳ میلادی و با هدف مبارزه با سالخوردگی و بیماریهای مرتبط با آن، توسط شرکت گوگل و با همکاری آرتور لوینسون تأسیس شد. واژه کالیکو کوتاه شده برابر انگلیسی عبارت شرکت زندگی کالیفرنیا (به انگلیسی: California Life Company) می‌باشد.
در پیام سال ۲۰۱۳ لری پیج، بنیانگذار شرکت گوگل، شرکت کالیکو اینگونه توصیف شده‌است: «سلامت، شادابی و طول عمر».